# Ampelikó
Ampelikó är en ort i Grekland.   Den ligger i prefekturen Nomós Kardhítsas och regionen Thessalien, i den centrala delen av landet, 220 km nordväst om huvudstaden Aten. Ampelikó ligger 236 meter över havet och antalet invånare är 388.
Terrängen runt Ampelikó är kuperad åt sydväst, men åt nordost är den platt.Runt Ampelikó är det glesbefolkat, med 16 invånare per kvadratkilometer. Närmaste större samhälle är Karditsa, 11,1 km nordost om Ampelikó. Trakten runt Ampelikó består till största delen av jordbruksmark.